# Reiszig Ede (történész)
Ifj. reszneki Reiszig Ede Alajos Imre Károly Mária Johanna Kornélia (Szombathely, 1873. március 25. – Budapest, 1946. január 14.) magyar történész, genealógus, családtörténeti író, máltai lovag, miniszteri tanácsos, államtitkár.

## Élete
Reiszig Ede főispán és báró Szegedy-Ensch Irma fia. Középiskolai tanulmányait a nagykanizsai kegyesrendi gimnáziumban végezte, ezután a budapesti egyetemen a jogi szakon kívül a bölcseleti karon főként történelmi előadásokat hallgatott. 1894-ben hosszabb ideig tartózkodott Németországban, ahol a nyilvános könyvtárakat tanulmányozta. 1895-ben bölcselet-doktorrá avatták és ugyanezen év júliusában Vas vármegye tiszteletbeli aljegyzőjévé nevezték ki, majd augusztusban szolgabíróvá választották. 1897-ben belügyminisztériumi segédfogalmazó lett.
1899-ben a Magyar Heraldikai és Genealógiai Társaság, 1904-ben pedig a Magyar Történelmi Társulat választmányi tagjává választotta.
1901-ben hosszabb tanulmányutat tett külföldön (München, Stuttgart, Strasburg, Párizs), 1902-ben pedig Drezda, Prága és Berlin nyilvános könyvtárait tanulmányozta, főleg a családtörténeti irodalom szempontjából. 1903-ban a Földközi-tengeren tett nagyobb utazást.
1927-től máltai lovag, magisztrális lovag rangban. 
1905-ben a vallás- és közoktatási miniszter a műemlékek országos bizottságánál levelező tagnak nevezte ki.

## Művei
- 1893 A rezneki család. Történelmi Tár
- 1894 A béri Balogh család. Történelmi Tár
- 1895 Egy gyilkossági per a XVI. században. Történelmi Tár
- 1896 Hasságyi Farkas Márton czímerlevele. Turul
- 1899 Nyitravármegye nemes családai. In: Borovszky, S. (szerk.): Nyitra vármegye
- 1899 A Csabi nemzetség. Turul
- 1899 A Thuróczy család. Nagy Iván (folyóirat)
- 1900 A Geregye nemzetség. Turul
- 1901 A Pethendi Budai család czímerlevele. Turul
- 1902 A János lovagok Budafelhévizen. Katholikus Szemle
- 1903 A János lovagok a tatárjárás alatt. Katholikus Szemle
- 1903 A János lovagrend és Róbert Károly király. Századok
- 1903 Bars vármegye nemes családai. In: Borovszky, S. (szerk.): Bars vármegye
- 1903 Gömör-Kishont vármegye nemes családai. In: Borovszky, S. (szerk.): Gömör és Kishont vármegye (tsz. Sarlay Samu)
- 1904 Pozsonyvármegye nemes családai. In: Borovszky, S. (szerk.): Pozsony vármegye
- 1905 Keszői Jakab czímerlevele. Turul
- 1905 Magyar nemzetiségi Zsebkönyv. II. rész. Nemes családok I. kötet. Budapest. (tsz. Pettkó Béla)
- 1906 A János lovagok Csurgón. Katholikus Szemle
- 1906 Hont vármegye nemes családjai. In: Borovszky, S. (szerk.): Hont vármegye és Selmeczbánya sz. kir. város
- 1907 Az 1906 évi számadások megvizsgálására kiküldött bizottság jelentése. Századok 41/4, 376-378. (tsz. Ballagi Géza)
- 1909 Bács-Bodrog vármegye nemes családai. In: Bács-Bodrog vármegye
- 1911 Nógrád vármegye nemes családai. In: Borovszky, S. (szerk.): Nógrád vármegye